# Saint-Sulpice-les-Feuilles
Saint-Sulpice-les-Feuilles település Franciaországban, Haute-Vienne megyében. Lakosainak száma 1196 fő (2022. január 1.). Saint-Sulpice-les-Feuilles Arnac-la-Poste, Azerables, Vareilles, Les Grands-Chézeaux, Mailhac-sur-Benaize és Saint-Georges-les-Landes községekkel határos.

## Népesség
A település népessége az elmúlt években az alábbi módon változott:
| Lakosok száma | 1238 | 1252 | 1278 | 1240 | 1221 | 1203 | 1206 | 1204 | 1196 |
|               | 2013 | 2015 | 2016 | 2017 | 2018 | 2019 | 2020 | 2021 | 2022 |